# Jugoslawische Eishockeyliga 1960/61
Die Saison 1960/61 war die 19. Spielzeit der jugoslawischen Eishockeyliga, der höchsten jugoslawischen Eishockeyspielklasse. Meister wurde zum insgesamt fünften Mal in der Vereinsgeschichte der HK Jesenice.

## Endplatzierungen
1. HK Jesenice
2. HK Partizan Belgrad
3. HK Roter Stern Belgrad
4. HK Ljubljana
5. OHK Belgrad
6. S.D. Zagreb